# Chet Aubuchon
Chester Joseph Aubuchon jr., detto Chet (Cadet, 18 maggio 1916 – Ruskin, 14 aprile 2005), è stato un cestista e allenatore di pallacanestro statunitense, professionista nella BAA.